# Papillacarus simplirostratus
Papillacarus simplirostratus är en kvalsterart som beskrevs av Bhattacharya, Bhaduri och Dinendra Raychaudhuri 1974. Papillacarus simplirostratus ingår i släktet Papillacarus och familjen Lohmanniidae. Inga underarter finns listade i Catalogue of Life.